# ITF Women’s Circuit 2013 (Januar–März)
In den folgenden Tabellen werden die Tennisturniere des ersten Quartals des ITF Women’s Circuit 2013 dargestellt.

## Turnierplan
| Kategorien |
| ---------- |
| $100.000   |
| $75.000    |
| $50.000    |
| $25.000    |
| $15.000    |
| $10.000    |

### Januar
| Datum 1 | Turnierort                                | Siegerin Einzel         | Siegerinnen Doppel                      |
| ------- | ----------------------------------------- | ----------------------- | --------------------------------------- |
| 31.12.  | Hongkong                                  | Tian Ran                | Tang Haochen Rian Ran                   |
| 31.12.  | Fort-de-France                            | Sonja Molnar            | Denise Staar Indy de Vroome             |
| 07.01.  | Quanzhou                                  | Varatchaya Wongteanchai | Iryna Burjatschok Nadija Kitschenok     |
| 07.01.  | Innisbrook                                | Tadeja Majerič          | Ulrikke Eikeri Chieh-Yu Hsu             |
| 07.01.  | Saint Martin                              | Indy de Vroome          | Estelle Cascino Léa Tholey              |
| 07.01.  | Hongkong                                  | Sachie Ishizu           | Li Yihong Wen Xin                       |
| 07.01.  | Antalya                                   | Réka-Luca Jani          | Chiaki Okadaue Melis Sezer              |
| 14.01.  | Port St. Lucie                            | Sharon Fichman          | Angelina Gabujewa Allie Will            |
| 14.01.  | Scharm El-Scheich                         | Denisa Allertová        | Jewgenija Paschkowa Jekaterina Jaschina |
| 14.01.  | Le Gosier                                 | Noelle Hickey           | Noelle Hickey Kady Pooler               |
| 14.01.  | Stuttgart-Stammheim                       | Julia Kimmelmann        | Viktorija Golubic Julia Kimmelmann      |
| 14.01.  | Antalya                                   | Réka-Luca Jani          | Lee Jin-a Yoo Mi                        |
| 14.01.  | Glasgow                                   | Tara Moore              | Tara Moore Melanie South                |
| 21.01.  | Andrézieux-Bouthéon                       | Alison Van Uytvanck     | Amra Sadiković Ana Vrljić               |
| 21.01.  | Lima                                      | Maria Fernanda Alves    | Maria Fernanda Alves Vanesa Furlanetto  |
| 21.01.  | Scharm El-Scheich                         | Mayar Sherif            | Lidsija Marosawa Jewgenija Paschkowa    |
| 21.01.  | Kaarst                                    | Julia Kimmelmann        | Viktorija Golubic Julia Kimmelmann      |
| 21.01.  | Eilat                                     | Alla Kudrjawzewa        | Alla Kudrjawzewa Ioana Raluca Olaru     |
| 21.01.  | Antalya                                   | Alexandra Dulgheru      | Lee Jin-a Yoo Mi                        |
| 21.01.  | Preston                                   | Tara Moore              | Samantha Murray Jade Windley            |
| 28.01.  | Eilat Vanessa Phillips Women’s Tournament | Elina Switolina         | Alla Kudrjawzewa Elina Switolina        |
| 28.01.  | Burnie                                    | Olivia Rogowska         | Shūko Aoyama Erika Sema                 |
| 28.01.  | Scharm El-Scheich                         | Lara Michel             | Katarzyna Kawa Natalia Kołat            |
| 28.01.  | Antalya                                   | Lee Jin-a               | Han Na-lae Lee Jin-a                    |

### Februar
| Datum 1 | Turnierort                           | Siegerin Einzel        | Siegerinnen Doppel                               |
| ------- | ------------------------------------ | ---------------------- | ------------------------------------------------ |
| 04.02.  | Midland Dow Corning Tennis Classic   | Lauren Davis           | Melinda Czink Mirjana Lučić-Baroni               |
| 04.02.  | Grenoble                             | Sandra Záhlavová       | Marija Kondratjewa Renata Voráčová               |
| 04.02.  | Rancho Mirage                        | Sachie Ishizu          | Tara Moore Melanie South                         |
| 04.02.  | Launceston                           | Storm Sanders          | Xenija Lykina Emily Webley-Smith                 |
| 04.02.  | Scharm El-Scheich                    | Lara Michel            | Doroteja Erić Barbara Haas                       |
| 04.02.  | Antalya                              | Laura-Ioana Andrei     | Giulia Bruzzone Martina Caregaro                 |
| 11.02.  | Rancho Santa Fe                      | Madison Brengle        | Asia Muhammad Allie Will                         |
| 11.02.  | Leimen                               | Julia Kimmelmann       | Carolin Daniels Laura Siegemund                  |
| 11.02.  | Linköping                            | Angelica Moratelli     | Anna Katalina Alzate Esmurzaeva Darya Shulzhanok |
| 11.02.  | Scharm El-Scheich                    | Marina Schamaiko       | Despina Papamichail Alice Savoretti              |
| 11.02.  | Antalya                              | Jovana Jakšić          | Teodora Mirčić Raluca Elena Platon               |
| 18.02.  | Mildura                              | Xenija Lykina          | Xenija Lykina Yurika Sema                        |
| 18.02.  | Muzaffarnagar Bhavna Swarup Memorial | Melanie Klaffner       | Nicha Lertpitaksinchai Peangtarn Plipuech        |
| 18.02.  | Moskau                               | Maryna Zanevska        | Margarita Gasparjan Polina Monowa                |
| 18.02.  | Surprise                             | Tara Moore             | Samantha Crawford Sachia Vickery                 |
| 18.02.  | Scharm El-Scheich                    | Polina Winogradowa     | Anja Prislan Jasmin Steinherr                    |
| 18.02.  | Mâcon                                | Antonia Lottner        | Antonia Lottner Darja Salnikowa                  |
| 18.02.  | Schymkent                            | Xenija Palkina         | Diana Bogoliy Aljona Tarassowa                   |
| 18.02.  | Mallorca                             | Anastasia Grymalska    | Leticia Costas Réka-Luca Jani                    |
| 18.02.  | Helsingborg                          | Jeļena Ostapenko       | Ellen Allgurin Jeļena Ostapenko                  |
| 18.02.  | Kreuzlingen                          | Jekaterina Alexandrowa | Timea Bacsinszky Xenia Knoll                     |
| 18.02.  | Antalya                              | Jovana Jakšić          | Ágnes Bukta Vivien Juhászová                     |
| 25.02.  | Sydney                               | Wang Yafan             | Misa Eguchi Mari Tanaka                          |
| 25.02.  | Scharm El-Scheich                    | Adrijana Lekaj         | Ilka Csoregi Zarah Razafimahatratra              |
| 25.02.  | Bron                                 | Maryna Zanevska        | Sherazad Benamar Pauline Payet                   |
| 25.02.  | Netanja                              | Natela Dzalamidze      | Oleksandra Korashvili Polina Leikina             |
| 25.02.  | Schymkent                            | Jekaterina Jaschina    | Kamila Kerimbajewa Yang Yi                       |
| 25.02.  | Mallorca                             | Dinah Pfizenmaier      | Leticia Costas Réka-Luca Jani                    |
| 25.02.  | Antalya                              | Raluca Olaru           | Gioia Barbieri Anne Schäfer                      |

### März
| Datum 1 | Turnierort        | Siegerin Einzel         | Siegerinnen Doppel                              |
| ------- | ----------------- | ----------------------- | ----------------------------------------------- |
| 04.03.  | Irapuato          | Aleksandra Krunić       | Alla Kudrjawzewa Olha Sawtschuk                 |
| 04.03.  | Sydney            | Viktorija Rajicic       | Alison Bai Tyra Calderwood                      |
| 04.03.  | Scharm El-Scheich | Darja Mironowa          | Ilka Csoregi Zarah Razafimahatratra             |
| 04.03.  | Amiens            | Virginie Razzano        | Lena-Marie Hofmann Isabella Shinikova           |
| 04.03.  | Netanya           | Aljaksandra Sasnowitsch | Polina Leikina Aljaksandra Sasnowitsch          |
| 04.03.  | Frauenfeld        | Kateřina Siniaková      | Kathinka von Deichmann Nina Stadler             |
| 04.03.  | Antalya           | Bianca Hîncu            | Gioia Barbieri Nicole Melichar                  |
| 04.03.  | Sutton            | Stephanie Vogt          | Anna Fitzpatrick Jade Windley                   |
| 04.03.  | Gainesville       | Allie Kiick             | Lindsey Hardenbergh Noelle Hickey               |
| 11.03.  | Bath              | Stephanie Vogt          | Nicola Geuer Lisa Whybourn                      |
| 11.03.  | Scharm El-Scheich | Darja Lebeschawa        | Franziska König Sarah-Rebecca Sekulic           |
| 11.03.  | Le Havre          | Darja Salnikowa         | Estelle Cascino Isabella Shinikova              |
| 11.03.  | Hyderabad         | Bárbara Luz             | Sharmada Balu Sowjanya Bavisetti                |
| 11.03.  | Netanya           | Aljaksandra Sasnowitsch | Polina Monowa Aljaksandra Sasnowitsch           |
| 11.03.  | Metepec           | Marcela Zacarías        | Macall Harkins Nicole Rottmann                  |
| 11.03.  | Madrid            | Réka-Luca Jani          | Jewgenija Paschkowa Jana Sisikowa               |
| 11.03.  | Antalya           | Cristina Dinu           | Anamika Bhargava Nicole Melichar                |
| 11.03.  | Orlando           | Maša Zec Peškirič       | Nikola Fraňková Nathalia Rossi                  |
| 18.03.  | Ipswich           | Jelena Pandžić          | Noppawan Lertcheewakarn Varatchaya Wongteanchai |
| 18.03.  | Innisbrook        | Julia Glushko           | Ashleigh Barty Alizé Lim                        |
| 18.03.  | Sunderland        | Anna-Lena Friedsam      | Hilda Melander Sandra Roma                      |
| 18.03.  | Scharm El-Scheich | Melanie Klaffner        | Kim Grajdek Sylwia Zagórska                     |
| 18.03.  | Gonesse           | Anne Schäfer            | Cindy Burger Daniela Seguel                     |
| 18.03.  | Hyderabad         | Bárbara Luz             | Natasha Palha Prarthana Thombare                |
| 18.03.  | Kōfu              | Yuuki Tanaka            | Akari Inoue Hiroko Kuwata                       |
| 18.03.  | Madrid            | Réka-Luca Jani          | Lucía Cervera Vázquez Gaia Sanesi               |
| 18.03.  | Antalya           | Eva Fernández Brugués   | Oksana Kalaschnikowa Xenija Palkina             |
| 25.03.  | Croissy-Beaubourg | Anne Keothavong         | Anna-Lena Friedsam Alison Van Uytvanck          |
| 25.03.  | Osprey            | Mariana Duque Mariño    | Raquel Kops-Jones Abigail Spears                |
| 25.03.  | Bundaberg         | Viktorija Rajicic       | Jang Su-jeong Lee So-ra                         |
| 25.03.  | Tallinn           | Aljaksandra Sasnowitsch | Anett Kontaveit Jeļena Ostapenko                |
| 25.03.  | Ribeirão Preto    | Beatriz Haddad Maia     | Andrea Benítez Carla Forte                      |
| 25.03.  | Scharm El-Scheich | Melanie Klaffner        | Rebecca Peterson Malin Ulvefeldt                |
| 25.03.  | Nishitama         | Yoo Mi                  | Han Na-lae Kang Seo-kyung                       |
| 25.03.  | Antalya           | Ellen Allgurin          | Oksana Kalaschnikowa Xenija Palkina             |